# Parti allemand du forum
Pour les articles homonymes, voir Parti allemand (homonymie).
Le Parti allemand du forum (Deutsche Forumpartei, DFP) est un ancien parti politique est-allemand fondé le 27 janvier 1990 à Karl-Marx-Stadt par des militants du Nouveau Forum, l'une des organisations libérales dissidentes de l'ex-RDA.
Invité à rejoindre l'« Alliance pour l'Allemagne » constituée de la CDU, de la DSU et du Renouveau démocratique, le Parti du forum préfère rejoindre la coalition de la Fédération des démocrates libres, plus libérale, dans la perspective des premières élections libres de mars 1990. La Fédération obtient 5,3 % des voix aux premières élections libres organisées en mars 1990 et fusionne ensuite avec le Parti libéral-démocrate.